# Wspólnota administracyjna Neusorg
Wspólnota administracyjna Neusorg – wspólnota administracyjna (niem. Verwaltungsgemeinschaft) w Niemczech, w kraju związkowym Bawaria, w rejencji Górny Palatynat, w regionie Oberpfalz-Nord, w powiecie Tirschenreuth. Siedziba wspólnoty znajduje się w miejscowości Neusorg.
Wspólnota administracyjna zrzesza cztery gminy wiejskie (Gemeinde): 
- Brand, 1 151 mieszkańców, 10,28 km²
- Ebnath, 1 331 mieszkańców, 11,03 km²
- Neusorg, 1 915 mieszkańców, 17,85 km²
- Pullenreuth, 1 818 mieszkańców, 43,16 km²